# Abdullah Öztürk
Abdullah Öztürk (Trebisonda, 1 de octubre de 1989) es un deportista turco que compite en tenis de mesa adaptado. Ganó cuatro medallas en los Juegos Paralímpicos de Verano entre los años 2016 y 2024.

## Palmarés internacional
| Juegos Paralímpicos | Juegos Paralímpicos     | Juegos Paralímpicos | Juegos Paralímpicos |
| Año                 | Lugar                   | Medalla             | Prueba              |
| ------------------- | ----------------------- | ------------------- | ------------------- |
| 2016                | Río de Janeiro (Brasil) | Medalla de oro      | Individual 4        |
| 2016                | Río de Janeiro (Brasil) | Medalla de bronce   | Equipo 4-5          |
| 2020                | Tokio (Japón)           | Medalla de oro      | Individual 4        |
| 2024                | París (Francia)         | Medalla de bronce   | Dobles MD8          |